# Фрариерь, Жереми
Жереми́ Фрарие́рь (фр. Jérémy Frarier; род. 12 февраля 1981) — французский кёрлингист.

## Команды
| Сезон   | Четвёртый       | Третий         | Второй              | Первый          | Запасной                                       | Турниры                              |
| ------- | --------------- | -------------- | ------------------- | --------------- | ---------------------------------------------- | ------------------------------------ |
| 1998—99 | Жереми Фрариерь | Vincent Artico | Guylaine Fratucello | Жюльен Шарле    | Ришар Дюкро                                    | ЧМЮ-Б 1999                           |
| 2000—01 | Ришар Дюкро     | Рафаэль Матьё  | Жюльен Шарле        | Тони Анжибу     | Жереми Фрариерь тренер: Тома Дюфур             | ЧМЮ 2001 (10 место)                  |
| 2001—02 | Жереми Фрариерь | Vincent Artico | Benjamin Frarier    | Cyril Roux      | Adrien Bredannaz                               | ЧМЮ-Б 2002 (4 место)                 |
| 2004—05 | Тьерри Мерсье   | Сирил Прюне    | Эрик Лаффен         | Жереми Фрариерь | Тома Дюфур тренер: Robert Biondina             | ЧЕ 2004 (10 место)                   |
| 2011—12 | Тони Анжибу     | Тома Дюфур     | Лионель Ру          | Вильфрид Куло   | Жереми Фрариерь тренер: Бьорн Шрёдер           | ЧЕ 2011 (8 место) ЧМ 2012 (10 место) |
| 2012—13 | Тома Дюфур      | Лионель Ру     | Вильфрид Куло       | Жереми Фрариерь | Тони Анжибу тренеры: Бьорн Шрёдер Alain Contat | ЧЕ 2012 (8 место)                    |
| 2018—19 | Жереми Фрариерь | Eddy Mercier   | Quentin Morard      | Killian Gaudin  | тренер: Тьерри Мерсье                          | ЧЕ 2018 (26 место)                   |

(скипы выделены полужирным шрифтом)